# 真王 (破六韓抜陵)
真王（しんおう）は、南北朝時代の北魏で六鎮の指導者破六韓抜陵が建てた私元号。523年 - 525年。

## 西暦との対照表
| 真王 | 元年  | 2年   | 3年   |
| 西暦 | 523年 | 524年 | 525年 |
| 干支 | 癸卯  | 甲辰  | 乙巳  |